# Matteo Loves
Matteo Loves (fl. XVII secolo) è stato un pittore italiano, documentato a Cento dal 1625 al 1662.

## Biografia

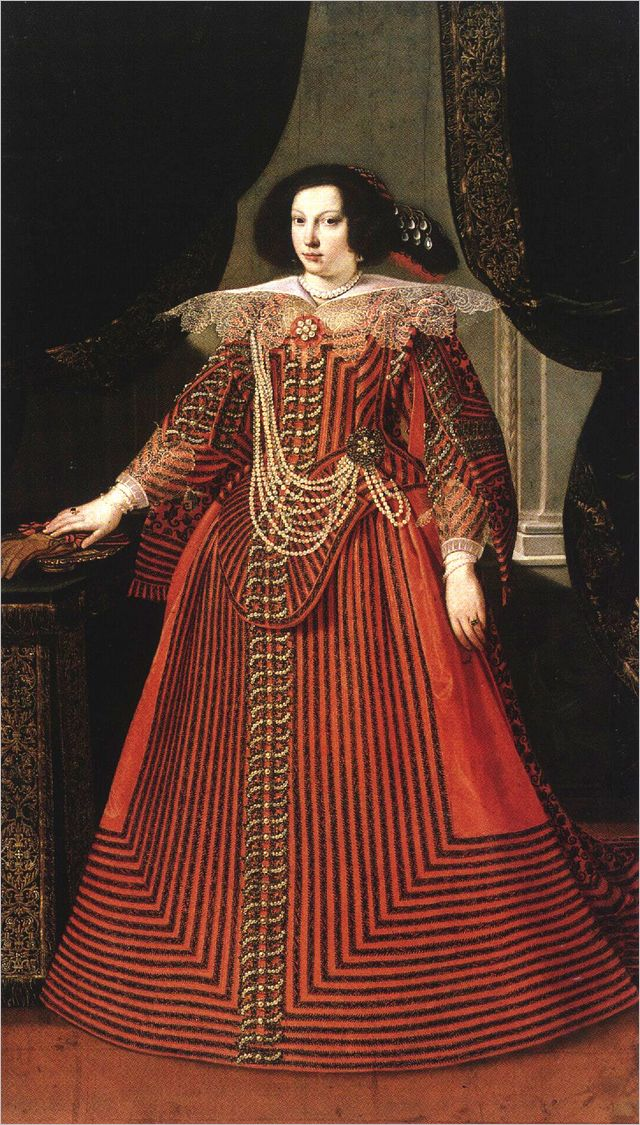
Ritratto della duchessa di Modena Maria Caterina Farnese, Museo di Arte e Storia di Ginevra

Di origine inglese, emigrò dalla madre patria con la sua famiglia di origine, forse per motivi religiosi. Prima di stabilirsi a Cento, dove prese moglie, fece tappa a Colonia e forse a Roma. Parecchi documenti ricordano la sua presenza accanto al Guercino, ma la sola opera di cui è certa l'attribuzione, l'Angelo Custode nella chiesa dei Santi Rocco e Sebastiano a Cento, non ha uno stile che ricorda il Guercino. Anche nelle altre poche opere che sono attribuite a Matteo Loves (ad esempio San Francesco riceve le stimmate, ora alla Pinacoteca di San Francesco di San Marino), i riferimenti al maestro sono abbastanza labili.